# Heidi Marnhout
Heidi Marnhout (née le 12 mars 1974  à San Diego en Californie aux États-Unis) est une actrice américaine. 

## Biographie
elle est Jennifer dans Phantasm IV: Aux sources de la Terreur de Don Coscarelli .

## Filmographie  sélective

### Cinéma
- 1996 : Roadkill de D. Kerry Prior : Jane
- 1997 : Vice Girls de Richard Gabai : Chrystal
- 1998 : Phantasm IV: Aux sources de la Terreur de Don Coscarelli : Jennifer
- 2002 : Bubba Ho-tep de Don Coscarelli : Callie
- 2006 : Mothers and Daughters de Sheri Hellard  : Wendy Hausman
- 2007 : Plane of the Dead de Scott Thomas : Emily
- 2009 : Dans ses rêves de Karey Kirkpatrick : Cheryl Whitefeather
- 2014 : Under the Hollywood Sign de Owen Williams : Claire

### Télévision

#### Séries télévisées
- 2001 : Angel  : Le Sens de la mission (saison 3 épisode 3) : Fury #1
- 2001 : Angel  : La Prophétie (saison 3 épisode 7) : Fury #1
- 2001 : Deuxième Chance   : Le pouvoir des femmes (saison 3 épisode 6)  : jeune femme
- 2002 : Les Chroniques du mystère : Ay caramba, voilà les vilains Mayas (épisode 13) : Hot Girl
- 2004 : Les Experts : Miami  :  Poursuite à Manhattan (saison 2 épisode 23) : Renee Rydell
- 2006 : Jake in Progress  : The Annie-dote (saison 2 épisode 2) : Erin
- 2006 : Entourage : Étrange journée (saison 3 épisode 7) : Joyce
- 2007 : Entourage : Le scénario de Night (saison 4 épisode 4) : Joyce
- 2008 : The Middleman  : The Palindrome Reversal Palindrome (saison 1 épisode 12) : Mirror Ida
- 2009 : New York, unité spéciale  : Transitions (saison 10 épisode 14) : Molly Lambert
- 2009 : Ugly Betty  : The Sex Issue (saison 3 épisode 19) : Felissa
- 2011 : Leçons sur le mariage : The Jeff Photo (saison 5 épisode 21) : Woman
- 2011 : NCIS : Los Angeles : Cyber-attaque (saison 3 épisode 2) : Heather Marcum
- 2013 : Rizzoli and Isles : De l'autre côté du miroir (saison 4 épisode 4) : Vivian Adams

#### Téléfilms
- 2003 : The Pool at Maddy Breaker's de Gerry Cohen
- 2004 : Comportement suspect de Roger Young : Donna Taylor
- 2007 : Subs  de Jason Priestley : Victoria Reynolds
- 2011 : A Mann's World de Michael Patrick King : Lexi L.A.